# SN 2001bc
SN 2001bc – supernowa typu II odkryta 20 kwietnia 2001 roku w galaktyce A094607-2111. W momencie odkrycia miała maksymalną jasność 23,40m.